# Шувалов, Павел Алексеевич
Па́вел Алексе́евич Шува́лов (1 марта 1968, Ленинград, РСФСР, СССР — 2020, Мордовская зона, Сосновка, Зубово-Полянский район, Республика Мордовия, Россия) — советский и российский серийный убийца, совершивший 3 доказанных убийства в первой половине 1990-х годов в Невском лесопарке.

## Биография

### Детство и юность
Павел Шувалов родился 1 марта 1968 года в Ленинграде в хорошо обеспеченной советской семье. Он был поздним ребёнком, и в детстве родители потакали любым его капризам. Рос Шувалов болезненным, в основном свободное время проводил дома, практически не общался со сверстниками. Как он впоследствии рассказывал, в 12 лет одноклассники устроили ему так называемую «тёмную», жестоко избив. При этом они разрезали в промежности его колготки и натянули их ему на голову. Впоследствии Шувалов поступал со своими жертвами почти так же.
После школы Шувалов служил во внутренних войсках. После армии поступил на службу в органы внутренних дел в УВД на Ленинградском метрополитене на станциях «Елизаровская», «Ломоносовская», «Обухово», «Пролетарская», «Улица Дыбенко» и «Площадь Ленина», а также в депо «Невское» и «Северное». К началу 1990-х годов он дослужился до звания старшего сержанта.

### Убийства
Шувалов задерживал несовершеннолетних девочек, пытавшихся проникнуть на станцию метро без билета, минуя турникет. Реагировал только на девочек в колготках, не обращая внимания на остальных. Уводя их в комнату милиции, угрожал сообщить о правонарушении в школу и родителям, запугивал и вымогал согласие на встречу в нерабочее время. Убийства происходили во время встречи в Невском лесопарке. В лесопарке он заставлял жертв надевать принесённые им с собой колготки, заранее разрезанные в промежности, после чего насиловал. По мнению специалистов, Павел Шувалов являлся типичным гетеросексуальным маньяком-фетишистом.
В период с сентября 1991 по сентябрь 1995 года на территории Невского лесопарка было совершено 5 убийств. Первое убийство произошло в сентябре 1991 года: тело 12-летней девочки было обнаружено рабочим Невского лесопарка лишь спустя 2 месяца (21 ноября), она была изнасилована и утоплена, её смерть первоначально была признана несчастным случаем. Следующие 4 убийства произошли в декабре 1992, в феврале 1993, 12 мая 1993 и в сентябре 1995 года.

### Арест, следствие и суд
Несмотря на то, что Шувалов всегда уничтожал улики на местах преступления, он всё же попал под подозрение. Знакомые некоторых жертв рассказывали, что неизвестный милиционер по разным причинам (в основном это была попытка бесплатного проезда в метро) назначал пропавшим девочкам встречи, чтобы заплатить штраф или просто зачитать мораль. Проверяя версию, следствие вышло на Шувалова. Пытаясь собрать доказательства, сыщики решили рискнуть — использовать одну из девочек как приманку. Но убийца в последний момент отпустил её. Операция сорвалась. Спустя некоторое время следователи решили допросить Шувалова как свидетеля. Но не успели ему задать несколько вопросов, как маньяк внезапно во всём признался, несмотря на то, что все улики были косвенными.
Позднее маньяк отказался от всех показаний, заявив:
Я хочу сказать только одно: что, вынося этот приговор сейчас, вы выносите приговор не мне, а всей структуре МВД, потому что маньяком сотрудник милиции никогда не может быть…
11 июня 1997 года Ленинградский областной суд признал Шувалова виновным в 3 убийствах, исключив из обвинения эпизоды 2 убийств, и приговорил его к исключительной мере наказания — смертной казни через расстрел.

### Заключение и смерть
Шувалов даже после вынесения приговора продолжал надеяться на помилование и писал кассационные жалобы. Из-за введёного моратория, смертную казнь маньяку заменили на пожизненное заключение. Отбывал наказание в колонии ФГУ ИК-1 «Мордовская зона» в посёлке Сосновка Зубово-Полянского района Мордовии. В 2020 году скончался от сердечной недостаточности.

## В массовой культуре
- Киножурнал «Вне закона» (1998)
- Документальный фильм «Тайна Невского лесопарка» из цикла «Криминальная Россия» (1998)
- Документальный фильм «Охота на „оборотня“» из цикла «Милицейские истории» (с 16 июля 2016 года этот цикл называется «Закон есть закон»)
- Телесериал «Тайны следствия-3», фильм «Овечья шкура»
- Телесериал «Профиль убийцы», фильм «Лесник»
- Телесериал «Состав преступления», фильм «Маньяк, которого не могло быть». В роли Павла Шувалова — Александр Жеребко
- Художественный фильм «Стальная бабочка» снят по мотивам истории Шувалова[3]
- Песня «Шувалов Павел», исполнителя Слава КПСС